# 1935 في نيوزيلندا
فيما يلي قوائم الأحداث التي وقعت خلال عام 1935 في نيوزيلندا.

## سياسة

### تعيين في المنصب
- 1 يناير – أرشيبالد كامبل عضو مجلس النواب النيوزيلندي ‏.

## رياضة
- 1 يناير – كأس نيوزيلندا 1935 الفائز Western Suburbs FC [الإنجليزية]‏.

## مواليد

### يناير
- 9 يناير – جون غراهام

### فبراير
- 1 فبراير – غوردون نويل باركنسون دبلوماسي نيوزيلندي.
- 10 فبراير – مارك إروين[1]
- 16 فبراير – روبن كلارك[2]
- 25 فبراير – نيفيل سكوت

### مارس
- 29 مارس – جون أرمسترونغ سياسي نيوزيلندي.

### أبريل
- 13 أبريل – كينيث هاير

### مايو
- 15 مايو – باري كرامب كاتب نيوزيلندي.[3]
- 31 مايو – بروس بولتون لاعب كركيت نيوزيلندي.
- 31 مايو – جيم بولغر[4]
- 31 مايو – ويليام هولت لاعب كركيت نيوزيلندي.

### يونيو
- 11 يونيو – ألان وارد مؤرخ نيوزيلندي.
- 17 يونيو – رون كارتر
- 30 يونيو – جون تورنبول لاعب كريكت نيوزلندي.

### أغسطس
- 18 أغسطس – هوارد موريسون مغني نيوزيلندي.[5]

### أكتوبر
- 3 أكتوبر – جودي بيلي
- 9 أكتوبر – باول بارتون لاعب كركيت نيوزيلندي.
- 9 أكتوبر – جيف جوليان عداء مراثوني نيوزيلندي.
- 26 أكتوبر – باري بريكل خزاف نيوزيلندي.

### نوفمبر
- 10 نوفمبر – مارلين داكورث كاتبة نيوزيلندية.[6]

### ديسمبر
- 23 ديسمبر – ارين جونستون درّاج طريق نيوزيلندي.
- 31 ديسمبر – بيلي أبل فنان نيوزيلندي.[7]

## وفيات

### يناير
- 18 يناير – روبرت هيوز (مواليد 1847) محامي نيوزيلندي.

### مارس
- 26 مارس – آرثر ريتشموند أتكينسون (مواليد 1863) سياسي نيوزيلندي.

### مايو
- 22 مايو – إدوين دافي (مواليد 1850) لاعب رغبي نيوزيلندي.

### أكتوبر
- 11 أكتوبر – جيمس هيو بوكانان كوتس (مواليد 1851) مصرفي نيوزيلندي.
- 18 أكتوبر – إيرني بوث (مواليد 1876) لاعب رغبي نيوزيلندي.